# Михайло (Рагоза)
Миха́йло Васи́льович Рагóза (інколи Рогоза, пол. Michał Rahoza) (після 1540, Мінськ — 18 липня/15 серпня 1599, Новгород-Литовський) — діяч Православної, а згодом Руської Унійної Церкви у Речі Посполитій, 1-ий Митрополит Київський, Галицький та всієї Русі, який увійшов в історію також і через свою участь у Берестейській унії як один із її організаторів.

## Біографія
Михайло Рагоза походив з дрібної шляхти гербу Шренява Мінського повіту, сам був родом з Волині. Як припускає польський історик Лукашевич, Рагоза міг навчатись в єзуїтській колегії у Вільні. У 1576 р. був писарем волинського воєводи князя Богуша Корецького.
Згодом Михайло Рагоза вступив до Мінського Вознесенського монастиря, а у 1579 р. став його архімандритом. У цей час приятелює з новгородським воєводою Теодором Скуминим-Тишкевичем, а також з князем Костянтином Василем Острозьким. У 1582 році отримує в управління Слуцький Свято-Троїцький монастир, а в 1589 — Слуцький Мороцький монастир.
У 1588 р. князь Костянтин Василь Острозький поручився за Михайла Рагозу як гідного кандидата на митрополичий престіл перед Константинопольським патріархом Єремією II, коли той перебував у Русі та усунув з уряду митрополита Онисифора Дівочку. У 1588 р. польський король Сигізмунд III Ваза іменував Рагозу митрополитом. У 1589 р. в Успенському соборі Вільнюса Константинопольський патріарх Єремія II висвятив Михайла Рагозу на митрополита Київського, Галицького та всієї Руси. 
Проводив реформи православної церкви з метою підвищення авторитету духовенства та зменшення втручання світської влади в церковні справи. З 1590 року ввів практику щорічних соборів з присутністю на них представників духовенства, шляхти і братств. При Рагозі було заборонено світським особам керувати монастирями, прийнята нова процедура призначення єпископів і митрополита: король затверджує 1 з 4 кандидатур, прийнятих на щорічному соборі. Собор 1594 року підпорядкував братства церковним ієрархам, що посилило суперечки поміж ними (наприклад, в 1595 митрополит заборонив виступати з казаннями проповіднику віленського братства Стефану Зизанію). 
Хоча не належав до ініціаторів унії, підтримав цю ідею та відіграв істотну роль в приготуванні і реалізації собору в Бересті, що був скликаний на 6 жовтня 1596 року, де й було проголошено Берестейську унію, яка дала початок Унійній Церкві (з XVIII ст. знана як греко-католицька або Католицька Церква візантійського (східного) обряду чи Українська Греко-Католицька Церква). Православний собор, який у той самий час відбувся в Бересті, оголосив про позбавлення Рагози сану, однак ані ці, ані інші заходи православних діячів не мали ніякого впливу. Після прийняття унії митрополит почав візитувати свою єпархію. У деяких містах та селах, зокрема у Слуцьку, Вильні, Львові та Крехові, проти нього збунтувались церковні братства. Наприклад, коли митрополит Михайло проходив площею у Слуцьку.

## Берестейська унія
Митрополиче служіння Рогоза розпочав з оновлення занепалого церковного життя, зокрема на єпископських синодах від 1590 року і згодом, з частиною православних єпископів почав переговори з польським королем Сігізмундом III про об'єднання (унію) православної церкви з католицькою.
28 жовтня 1595 р. митрополит видав грамоту на скликання церковного собору, в якій він згадує, що князь Острозький вимагав скликання собору перед від'їздом владик до Риму. Сам митрополит також цього бажав, але король не дозволив собор з огляду на «небезпечность», тому він не відважився. Тепер, очевидно, дозвіл був отриманий, оскільки собор призначався на 25 січня 1596 року в Новогрудку.
Після повернення єпископів Іпатія Потія і Кирила Терлецького з Риму, мотиви скликання собору значно змінилися. Своє бачення і одночасно згоду папа Климент VIII висловив у ряді документів, підписаних у Римі 7 лютого 1596. Про це було повідомлено у бреве митрополитові Михайлу і єпископам. У цьому документі наголошувалося на скликанні провінційного, тобто помісного собору за участю єпископату, який би мав прийняти віру Святого Петра у той самий спосіб, що й Іпатій Потій та Кирило Терлецький у Римі, тобто вчинити «правдиве послушенство». Про це митрополит і єпископи мали відзвітуватися в Рим. Про собор також повідомлялося в папському бреве королю, у зв'язку з призначенням на собор делегатів папи — латинських єпископів Польщі.
21 серпня 1596 р. митрополит вислав зі своєї резиденції в Новогрудку окружне послання до християнської людності грецького обряду, в якому оголосив про скликання собору на 6 жовтня 1596 р.
В іншому недатованому посланні митрополит звернувся до духовенства з проханням молитись за успішне проведення собору. У цьому ж посланні митрополит подає догматично-канонічне обґрунтування унії церков. На думку митрополита, єдність церкви заповів Ісус Христос (відомий біблійний вислів «да будетъ едино стадо и единъ пастырь»), розвинув Св. Апостол («абысмо одни были»). Єдність церкви, недопустимість розколу випливали також із Господніх заповідей про загальну любов (на відміну від учнів Магомета, котрі бажали християнам незгоди). Митрополит звернув також увагу на роль церковної єдності у поборенні єресей, утвердженні царської (тобто, державної) влади, примноженні православних церков, боротьбі з «супостатами» і т.ін. При цьому він обґрунтовує одну із головних причин унії: поширення єресей, розорення храмів та вівтарів, вигнання ієреїв, попрання святих церков, що, в свою чергу, є великим гріхом, свідченням занепаду та утисків Святої віри. Причиною цього митрополит чітко називає — незгоду церков, тобто, розкол. Далі вказується й інша причина: занепад Святої Константинопольської столиці, «грецького царства», як наслідок розірвання церковної єдності (а не завоювання турками, як стверджували римо-католицькі ідеологи та публіцисти).
Далі митрополит Михайло звертає увагу на те, що причин ненависті до західної церкви, фактично, не існує, оскільки обидві церкви визнають Бога у Тройці хвалимого, а незгоду на них наслав антихрист, «князь темноти» через своїх слуг. Таким чином, митрополит сформулював своє бачення теоретичних засад унії, базоване на православному розумінні ідеї (на користь цього є такий аргумент: митрополит навіть не згадує флорентійських ідей). У ньому жодним словом не звинувачуються ні папи, ні патріархи у розірванні єдності. Як зазначає історик Леонід Тимошенко, висловлені ідеї були розвинуті в головному документі Берестейського унійного собору, очолюваного митрополитом — декларації унії, текст якої цілком наведено в 22 главі твору. Проте там з'являються уже інші засади: визнання першості Апостольської Столиці і звинувачення патріархів у схизмі, що було характерно для позиції Іпатія Потія та римо-католицьких ідеологів унії, наприклад, Петра Скарги

## Вшанування
Вулиця у Львові (тепер Сар'яна М.).